# Бароло (коммуна)
Бароло (итал. Barolo) — коммуна в Италии, располагается в регионе Пьемонт, в провинции Кунео. Центр винодельческого региона Бароло.
Население составляет 733 человека (2008 г.), плотность населения составляет 147 чел./км². Занимает площадь 5 км². Почтовый индекс — 12060. Телефонный код — 0173.
Покровителем коммуны считается Святой Людовик, празднование 25 августа.

## Демография
Динамика населения:

## Администрация коммуны
- Официальный сайт: https://web.archive.org/web/20080214142859/http://barolo.langabarolo.it/